# Crocidura kegoensis
Crocidura kegoensis é uma espécie de musaranho da família Soricidae. Endêmica do Vietnã. Seu nome deriva da Reserva Natural Ke Go.